# اندیس مرمریت قره قشلاق (سلیم پاشا چاخرلو)
مرمریت قره قشلاق(سلیم پاشا چاخرلو) یک اندیس مصالح ساختمانی است که در  استان آذربایجان غربی قرار دارد و مادهٔ معدنی موجود در آن، مرمریت است.سنگ میزبان این اندیس سنگ آهک دولومیتی است و دیرینگی آن به دوران الیگومیوسن می‌رسد. 